# Paliwo z glonów
Paliwo z glonów – biopaliwo trzeciej generacji, wytwarzane z glonów.
Postuluje się produkcje paliwa z glonów ponieważ:
- glony skuteczniej wykorzystują energię (do 3% glony; około 1% kukurydza i trzcina cukrowa)
- glony maja mniejsze wymagania co do jakości wody (możliwa hodowla na pustyni; z użyciem słonej wody; z użyciem ścieków)
- algi wychwytują dwutlenek węgla[4]

Hodowla glonów napotyka problemy takie jak:
- wrażliwość na choroby
- zanieczyszczenie dzikimi szczepami
- dostarczenie pożywki zawierającej azot i fosfor
- przetwarzanie hodowli na produkt nadający się dla przemysłu
- powolny wzrost hodowli

Produkcja substratu do produkcji paliwa następuje u glonów jako efekt obronny.
Poza zwykłą hodowlą glonów możliwa jest również hodowla bez wykorzystania fotosyntezy realizowana przez Solazyme. Próbuje się też wytworzyć odpowiednie glony metodami inżynierii genetycznej.